# Sedoset negre
La sedoset negre (Phainopepla nitens) és una espècie d'ocell de la família dels ptilogonàtids (Ptilogonatidae) i única espècie del gènere Phainopepla 	S.F. Baird, 1858. Habita zones arbustives àrides, boscos de ribera i garrigues de Califòrnia, sud de Nevada, Utah, Nou Mèxic, Texas, Baixa Califòrnia, Sonora, oest de Durango, Coahuila, Nuevo León i San Luis Potosí.